# Muslimé Meral-Sunar
Muslimé Meral-Sunar, née le 16 juillet 1982 à Sens, est une haltérophile française.
Elle est médaillée de bronze en moins de 63 kg à l'arraché et à l'épaulé-jeté aux Jeux méditerranéens de 2009.
Elle est sacrée championne de France dans la catégorie des moins de 53 kg en 1998, dans la catégorie des moins de 58 kg en 2000 et dans la catégorie des moins de 63 kg en 2009.
Elle est mariée à l'haltérophile turc Erdal Sunar.